# 中公選書
中公選書（ちゅうこうせんしょ、CHUKO SENSHO、CS）は、株式会社中央公論新社が発行する選書レーベル。
2011年11月10日創刊。
キャッチコピーは「知は自在である」「知は時代のなかで錬磨され、遠く疾走する」。
体裁は四六判のソフトカバー。編集長は横手拓治。
学者中心の執筆陣であるためアカデミックな性格の濃い中公叢書に対し、中公選書は民間の知識人などを執筆陣に迎え、幅広く知の最前線を探るシリーズにしたいという思いをもとにつくられている。

## 創刊ラインアップ
1. 3.11以後（茂木健一郎・竹内薫）
2. 萩原朔太郎（野村喜和夫）
3. 帝都復興の時代 関東大震災以後（筒井清忠）
4. 英国メディア史（小林恭子）
5. カジノの文化誌（大川潤・佐伯英隆）